# Dow Jones Global Titans
Le Dow Jones Global Titans est un indice boursier composé de cinquante des plus importantes capitalisations enregistrées sur le NYSE Euronext, l'American Stock Exchange, le NASDAQ, la Bourse de Londres et la Bourse de Tōkyō.

## Sociétés cotées
| Nom                            | Pays d'origine |
| ------------------------------ | -------------- |
| ExxonMobil                     | États-Unis     |
| General Electric               | États-Unis     |
| Citigroup                      | États-Unis     |
| Microsoft                      | États-Unis     |
| AT&T                           | États-Unis     |
| BP                             | Royaume-Uni    |
| Bank of America                | États-Unis     |
| HSBC                           | Royaume-Uni    |
| Procter & Gamble               | États-Unis     |
| Toyota                         | Japon          |
| Pfizer                         | États-Unis     |
| Total                          | France         |
| Johnson & Johnson              | États-Unis     |
| Chevron                        | États-Unis     |
| JPMorgan Chase                 | États-Unis     |
| Vodafone                       | Royaume-Uni    |
| Cisco Systems                  | États-Unis     |
| American International Group   | États-Unis     |
| GlaxoSmithKline                | Royaume-Uni    |
| Nestlé                         | Suisse         |
| Royal Dutch Shell              | Royaume-Uni    |
| Altria                         | États-Unis     |
| IBM                            | États-Unis     |
| Intel                          | États-Unis     |
| Novartis                       | Suisse         |
| Hewlett-Packard                | États-Unis     |
| Wal-Mart                       | États-Unis     |
| Roche                          | Suisse         |
| Verizon                        | États-Unis     |
| Royal Bank of Scotland         | Royaume-Uni    |
| ConocoPhillips                 | États-Unis     |
| Siemens                        | Allemagne      |
| UBS                            | Suisse         |
| The Coca-Cola Company          | États-Unis     |
| Nokia                          | Finlande       |
| Mitsubishi UFJ Financial Group | Japon          |
| Allianz                        | Allemagne      |
| PepsiCo                        | États-Unis     |
| Merck & Co.                    | États-Unis     |
| BNP Paribas                    | France         |
| Barclays                       | Royaume-Uni    |
| ING                            | Pays-Bas       |
| Telefónica                     | Espagne        |
| ENI                            | Italie         |
| Morgan Stanley                 | États-Unis     |
| Abbott Laboratories            | États-Unis     |
| Time Warner                    | États-Unis     |
| Samsung Electronics            | Corée du Sud   |
| AstraZeneca                    | Royaume-Uni    |
| HBOS                           | Royaume-Uni    |